# Hans-Dieter Bahr
Hans-Dieter Bahr (* 5. Juli 1939 in Berlin) ist ein deutscher Philosoph und Hochschullehrer. Seit 2000 lebt er im Ruhestand in Tübingen.

## Leben und Bildungsgang
Hans-Dieter Bahr studierte Philosophie und Literaturwissenschaft an der Universität Tübingen, der FU Berlin und an der Sorbonne in Paris. Schwerpunkte der Studienzeit (zumal bei Walter Schulz) lagen beim Deutschen Idealismus und der Linkshegelianischen Schule. 1968 promovierte er bei Ernst Bloch in Tübingen über Arthur Schopenhauers Ästhetik, die er weitgehend im Sinne der Kritischen Theorie der Frankfurter Schule zu deuten suchte.
1971 erhielt er eine Stelle als Assistenzprofessor an der FU Berlin, seit 1973 hatte er den Lehrstuhl für Erkenntnis- und Gesellschaftstheorie an der Universität Bremen inne. Der Schwerpunkt dieser Jahre lag zunächst im Aufbau einer Kritischen Philosophie der Technik. In diesem Zusammenhang beschäftigte er sich auch mit den Vertretern französischer Gegenwartsphilosophie (Foucault, Deleuze, Derrida u. a.), die ihm zugleich eine ganz andere Lesart der deutschen Tradition zwischen Nietzsche und Heidegger näher brachten.
Zwischen 1981 und 1983 nahm er eine Gastprofessur an der Facoltà di Architettura in Mailand wahr zu Problemen der Architektur-Ästhetik. Dort ergab sich schließlich aus der Frage nach strukturierten Räumen, die sich zureichend weder vom Ort her, der Ansässigkeit oder Immanenz, noch vom Weg her, dem Unterwegssein, der Transzendenz, bestimmen ließen, eine Beschäftigung mit dem Thema der Gastlichkeit. Intensivere Studien der Phänomenologie und Hermeneutik ermöglichten ihm, mit dem Thema der Gastlichkeit den neuen Bereich „Xenosophie“ in die Philosophie einzuführen. Es ging darum, das Zu-Gast-sein als eine existenziale Struktur von Dasein aufzudecken, die sich nicht mehr mit den Monismen und Dualismen der neuzeitlichen Subjekttheorien erfassen ließ.
1984 folgte er einem Ruf an die Universität Wien, wo er den Lehrstuhl „Geschichte und Systeme der Philosophie“ bis zum Jahre 2000 vertrat. Diese Zeit war begleitet von weiteren Studien zur Geschichte der Philosophie vor allem in Hinblick auf Ästhetik, Phänomenologie der Zeit und Ontologie. Mit der Intention, nihilistisches Denken zu überwinden, versuchte er, ein anderes Verständnis von „Nichts“ zu gewinnen, das nicht vom absoluten Mangel und der Verneinung von Seiendem her bestimmt wird, sondern einer Offenheit aussetzt, die im parmenidischen Sinne „nicht ist“ und daher die Endlichkeit des Seins in Differenz zur Begrenztheit von Seiendem verstehen lässt.
Seit seinem Ruhestand lebt er in Tübingen, um diesen Schwerpunkten weiter nachzugehen. Sie wurden erweitert durch eine Beschäftigung mit einer möglichen Philosophie der Landschaft, die, gegenüber der traditionellen Naturphilosophie, einen veränderten  Raumbegriff erfordern wird.

## Schriften (Auswahl)

### Monographien
- Landschaft: Das Freie und seine Horizonte. Freiburg / München: Karl Alber Verlag 2014.
- Zeit der Muße – Zeit der Musen. Tübingen: Attempto Verlag 2008. 235 S. ISBN 978-3-89308-408-1
- Die Befremdlichkeit des Gastes. Wien: Passagen Verlag 2005. 168 S. ISBN 978-3-85165-677-0
- Der babylonische Logos. Medien, Zeiten, Utopien. Wien: Passagen Verlag 2005. 192 S. ISBN 978-3-85165-626-8
- Den Tod denken. München: Wilhelm Fink Verlag 2002. 164 S. ISBN 3-7705-3651-7
- Die Sprache des Gastes. Eine Metaethik. Leipzig: Reclam Verlag 1994. 493 S. ISBN 3-379-01500-8
- Über den Umgang mit Maschinen. Tübingen: Konkursbuchverlag 1983. 512 S. ISBN 3-88769-011-7
- Die Anwesenheit des Gastes – Entwurf einer Xenosophie. Nordhausen: Verlag Traugott Bautz 2012. 336 S. ISBN 978-3-88309-761-9